# Wisła (imię)
Wisła – imię żeńskie.
W styczniu 2024 w rejestrze PESEL znajdowały się dwie osoby o imieniu Wisła jako imię pierwsze.

## Osoby o imieniu Wisła
- Wisła Pankiewicz – socjolog, dziennikarz, opozycjonistka
- Wiesława Surażska – ekonomistka i politolog. Zwano ją Wisłą Surażską.